# Велика-Трновитица
Велика-Трновитица (хорв. Velika Trnovitica) — община с центром в одноимённом посёлке в центральной части Хорватии, в Беловарско-Билогорской жупании. Население общины 1370 человек (2011), население посёлка 631 человек. В состав общины кроме центра общины входят ещё 7 деревень.
Большинство населения общины составляют хорваты — 94,8 %, сербы насчитывают 3,8 %, чехи — 0,5 %.
Населённые пункты общины находятся в холмистой местности на северной оконечности региона Мославина. В 10 км к югу расположен город Гарешница, с которым Велика-Трновитица соединена местной дорогой.
Приходская церковь Святого Мартина впервые упомянута в 1334 году (перестроена в барочном стиле в XVIII веке). Полное её название — «св. Мартина в терниях» (Crkva svetog Martina u trnju), вероятно от этого имени происходит современное название посёлка.